# 18376 Куек
18376 Куек (18376 Quirk) — астероїд головного поясу, відкритий 30 вересня 1991 року.
Тіссеранів параметр щодо Юпітера — 3,293.